# Valesca Tanganelli
Valesca Tanganelli, vedova Pirolo (Firenze, 7 luglio 1907 – Buggiano, 4 marzo 2020), è stata una supercentenaria italiana, che visse 112 anni e 241 giorni.
Ultima donna italiana a essere rimasta in vita tra tutte quelle nate nel 1907, dall'11 dicembre 2019 fino alla morte detenne il titolo di "decana d'Italia".

## Biografia
Valesca Tanganelli nacque il 7 luglio 1907 a Firenze. Dopo la laurea in lettere conseguita nell'università della sua città, si trasferì a Buggiano, in provincia di Pistoia. Qui sposò il dottor Francesco Pirolo, con il quale ebbe due figli, Gioacchino e Daniela.
Durante gli anni '60 e '70, fu professoressa e poi preside in una scuola media. Dopo essere andata in pensione, si iscrisse ad un'università per anziani. Rimasta vedova già alla fine degli anni '70, visse poi da sola (anche se con una badante part-time). Tifosa della Fiorentina, fu un'appassionata di calcio per tutta la vita, frequentando regolarmente le partite allo stadio, anche da nonagenaria.
Supercentenaria dal luglio 2017, dopo la morte di Anna Benericetti, l'11 dicembre 2019 Valesca Tanganelli divenne la persona vivente più anziana in Italia.
È morta il 4 marzo 2020 all'età di 112 anni e 241 giorni, a causa di complicazioni da COVID-19, cedendo quindi lo scettro di decana d'Italia a Erminia Bianchini, nata nel 1908.